# Bréguet 1001 Taon
Die Bréguet Br. 1001 Taon (Viehbremse) war ein einsitziger, leichter Jagdbomber des französischen Herstellers Ateliers d’Aviation Louis Breguet.

## Geschichte
Es wurden von der Maschine nur zwei Prototypen im November 1956 gebaut, die sich nur durch die Cockpitbeschriftung einmal in Englisch und das andere Mal in Französisch und ein anders dimensioniertes Seitenruder voneinander unterschieden. Die Maschine hatte gute Rolleigenschaften und Fluggeschwindigkeit. Ihre Reichweite und Anfangssteigrate waren nur mäßig. Deshalb entschied sich die NATO gegen die Aufnahme als internationales Standard-Jagdflugzeug im Projekt NBMR-1. Um die Maschine dennoch an das Militär verkaufen zu können, wurden danach Verbesserungen hinsichtlich der Aerodynamik vorgenommen. Im April 1958 erzielte der Pilot Bernard Witt mit dieser verbesserten Maschine eine Geschwindigkeit von 1046,65 km/h und im Juli 1958 verbesserte er seinen Rekord auf 1075 km/h. Die Prototypen hatten ein Bristol-Orpheus-BOr.3-Strahltriebwerk mit 21,6 kN Schub. Eine vorgeschlagene, aber nicht realisierte Version dieser Maschine mit Raketenbestückung als Abfangjäger sollte die Bezeichnung Bréguet 1002 tragen. An der Entwicklung waren Piloten aus Frankreich, dem Vereinigten Königreich und den Vereinigten Staaten beteiligt.

## Ausstattung
Der Pilotenschleudersitz ist ein Martin-Baker Mk.4 0-m mit einer Ausstiegsgeschwindigkeit von 167 km/h. Für eine bessere Aerodynamik waren die Flügel konisch verkleidet und so schaffte die Maschine auf Flughöhe ohne den Einsatz eines Nachbrenners Mach 1. Als Antrieb dient das Orpheus-BOr.3-Strahltriebwerk des britischen Herstellers Bristol Siddeley. Das Fahrwerk der Bréguet 1001 Taon stammt vom Hersteller Messier. Diese Maschinen hatten Niederdruckbereifung.

## Flugleistungen
Am 25. April 1958 flog der Pilot Bernard Witt eine Bréguet 1001 Taon mit einer Durchschnittsgeschwindigkeit von 1046,65 km/h in einer Höhe von 7620 m ü. N. N. über eine Strecke von 1000 km. Schon am 23. Juli verbesserte er mit der Maschine diesen Geschwindigkeitsrekord auf 1075 km/h.

## Technische Daten

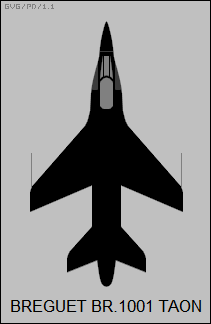
Draufsicht

| Kenngröße             | Bréguet 1001 Taon                                                                                                  |
| --------------------- | --- |
| Besatzung             | 1 |
| Länge                 | 11,68 m |
| Spannweite            | 6,80 m |
| Höhe                  | 3,70 m |
| Flügelfläche          | 14,70 m² |
| Flügelstreckung       | 3,1 |
| Startmasse            | 5500 kg |
| Antrieb               | ein Nachbrenner-Strahltriebwerk Bristol Orpheus BOr.3 mit maximal 51 kN Schub                                      |
| Höchstgeschwindigkeit | 1194 km/h auf Meereshöhe                                                                                           |
| Schub                 | 21,6 kN |
| Reisegeschwindigkeit  | 1046,6 km/h |
| Bewaffnung            | 4 × 12,7-mm-Maschinengewehre unter den Lufteinlässen und 4 Positionen für Luft-Boden-Raketen unter den Tragflächen |